# Am Großen Bruch
Am Großen Bruch là một đô thị thuộc huyện Börde, bang Saxony-Anhalt, Đức.